# 極彩色の祝祭
『極彩色の祝祭』（ごくさいしきのしゅくさい）は、日本のバンド・ROTH BART BARONの5枚目のオリジナルアルバム。2020年10月28日にSPACE SHOWER MUSICよりリリースされた。

## 背景とテーマ
ROTH BART BARONは、2019年11月に自身4枚目のアルバム『けものたちの名前』をリリースし、翌年4月に同作で『APPLE VINEGAR - Music Award - 2020』「大賞」を受賞していた。その後、7月1日に北海道・札幌で行われた公演「STRINGS II」をもって、ドラマーの中原鉄也がバンドを脱退することが公表される。その9日後、ニューアルバムのリリースが発表された。9月2日には、アルバムから「NEVER FORGET」を先行配信。また、アルバムの詳細も明らかになった。アルバム発売に先駆けて10月14日には、アルバムの収録曲すべてが各種音楽配信サービスにて先行配信された。そして10月28日に、アルバムCDを発売。11月11日にアナログ盤」をリリースした。

三船はインタビューで、本作のテーマである「祝祭」について次のように語った。
「強烈にインスピレーションになったのは、どこかの国で新型コロナウイルスに感染して亡くなった方の遺体がビニールでぐるぐる巻きにされて部屋にポツンと置いてある写真でした。最後の最後まで、祝われなくて死んでいく人が何百万単位でいる。それを見て、生き残った自分たちが何をすべきかを考えた。あれはここ10年くらい見た中で一番すごいビジュアルだった。僕たちが失ったものはそこに尽きると思います。」

## 制作
アルバム制作は、「祝祭」というテーマのもと、新型コロナウイルス感染拡大下で行われた。三船は当初はリモートで制作することも考えたという。しかし、「人がなかなか会えないいまだからこそ、同じ空間に人が集まって音を出すというプリミティヴなエネルギーを、アルバムに閉じ込めることができるんじゃないか」と考え、また「祝祭」がテーマだったこともあって、西池達也（キーボード、シンセサイザー）、竹内悠馬（トランペット/フルート）、大田垣正信（トロンボーン）、須賀裕之（トロンボーン）、工藤明（ドラムス）、梶谷裕子（ヴァイオリン）、銘苅浅野（ヴァイオリン）、島内晶子（ヴィオラ） 、林田順平（チェロ）などのサポートミュージシャンを迎えてレコーディングが行われた。三船によると、本作の制作では「不純物を無くしたシンプルな曲を作る」ということは意識していたという。その中で、「最新のテクノロジーを導入して、人間が楽器を弾いた時に生まれるエネルギーと最新のシンセじゃないと出せない音をいかにハイブリッドさせるか」ということも大切にしていた。また、こういった「人間が発するプリミティヴなエネルギーに最新のテクノロジーをミックスさせる」というアイデアには、「〈人間じゃない視線〉をアルバムに入れたかった」という思いがあったという。アルバムは、『HEX』以降、エンジニアとして欠かせない存在である前田洋佑を中心に、ダン・キャリー（Dan Carey) 、ティム・ペネルズ (Tim Pennells) がミックスで参加し、グラミー賞受賞経験もあるクリス・アセンズ (Chris Athens) によってマスタリングされた。

## 音楽性
本作は、前述の通り「祝祭」をテーマに、破壊と再生を経て未来に向かっていくポジティブなマインドと、エレクトロニクスを交えた現代的なフォークロックサウンドを打ち出している。ストリングスやホーンをふんだんに用いた生々しい演奏と先鋭的なセンスが絶妙に融合した曲調も本作の特徴である。そして、このようなスタジオセッションによって生み出されたサウンドの高揚感と無機質なエレクトロニクスの響きの共存が、「極彩 I G L (S)」に象徴されるような、熱くて冷たい独特な温度感と色彩感を作品にもたらしている。また、フィジカルなバンド・サウンドが全面に押し出され、管弦楽器がこれまで以上に楽曲の構成要素として重要な役割を果たすことで、タイトルの〈祝祭〉という印象が強められている。またアルバムには、アコースティックでパーソナルな雰囲気の曲と分厚いバンド・サウンドの曲が入り混じっている。

## 評価
- 音楽評論家の田中宗一郎は、本作を「もっとも現代的なフォーク音楽としての最初の決定打」と語り、「このポストモダン的とも言えるプロダクションを手に入れた今、彼らはどこへでもいけるはず。」とコメントした[12]。
- ASIAN KUNG-FU GENERATIONの後藤正文は、「凍てついた大地が緩み、命が芽生える。湿地は草原になって、やがて美しい森になる。そうした歴史と、瞬間に立ち会えたような気分です。」とコメントした[12]。
- ザ・サイン・マガジン・ドットコムは、「2020年 年間ベスト・アルバム」にて第21位に本作を選出した。選出に際して批評家/ライターの伏見瞬は、「ROTH BART BARON五枚目のフル・アルバムと君の間で始まるのは、他の誰もいない、一人きりの群像劇。どこにでもいるただの生き物が望まれない生を続けるための、受難と祝福のパレードだ。」とコメントした[13]。
- 音楽プロデューサーの蔦谷好位置はテレビ朝日「関ジャム 完全燃SHOW」内「音楽プロデューサーが選ぶ年間ランキング」において、2020年の年間1位に「極彩 | IGL(S)」を選出している。

## 収録曲
| 全作詞・作曲: 三船雅也。 |                          |          |            |      |
| #                        | タイトル                 | 作詞     | 作曲・編曲 | 時間 |
| 1.                       | 「Voice(s)」             | 三船雅也 | 三船雅也   | 3:05 |
| 2.                       | 「極彩｜I G L (S)」      | 三船雅也 | 三船雅也   | 4:17 |
| 3.                       | 「dEsTroY」              | 三船雅也 | 三船雅也   | 3:49 |
| 4.                       | 「ひかりの螺旋」         | 三船雅也 | 三船雅也   | 3:45 |
| 5.                       | 「K i n g」              | 三船雅也 | 三船雅也   | 3:39 |
| 6.                       | 「000Big Bird000(大鴉)」 | 三船雅也 | 三船雅也   | 5:07 |
| 7.                       | 「B U R N H O U S E」    | 三船雅也 | 三船雅也   | 3:39 |
| 8.                       | 「ヨVE」                 | 三船雅也 | 三船雅也   | 4:15 |
| 9.                       | 「NEVER FORGET」         | 三船雅也 | 三船雅也   | 4:04 |
| 10.                      | 「CHEEZY MAN」           | 三船雅也 | 三船雅也   | 3:48 |
| 合計時間:                | 合計時間:                | 39:33    |            |      |

### 楽曲解説
1. Voice(s)
2. 極彩｜I G L (S)
先行配信曲。
3. dEsTroY
4. ひかりの螺旋
5. K i n g
PVが制作されている。
6. 000Big Bird000(大鴉)
PVが制作されている。
7. B U R N H O U S E
8. ヨVE
読みは「イヴ」。
9. NEVER FORGET
先行配信曲。
10. CHEEZY MAN
PVが制作されている。
かつて「“裏”HEX」に収録されていた音源。